# Fotokol
Fotokol ist eine Grenzgemeinde im Département Logone-et-Chari in der Region Extrême-Nord in Kamerun. 

## Geografie
Fotokol liegt direkt an der Grenze zu Nigeria bei Gamboru am Fluss El Beid. 15 Kilometer nördlich beginnt der Tschadsee.

## Verkehr
Fotokol liegt am Ende der Nationalstraße N1.

## Geschichte
Am 5. Februar 2015 verübte die Terrororganisation Boko Haram ein Massaker im Ort, bei dem mindestens 82 Menschen starben. Grund war vermutlich eine Racheaktion, da die Tschadische Armee kurz zuvor gegen Boko Haram im nigerianischen Nachbarort Gamboru vorging und dort etwa 200 Extremisten tötete.